# Aphaenogaster strioloides
Aphaenogaster strioloides är en myrart som beskrevs av Auguste-Henri Forel 1890. Aphaenogaster strioloides ingår i släktet Aphaenogaster och familjen myror. Inga underarter finns listade i Catalogue of Life.